# Кананян, Сезар
Сезар Кананян (порт. Cesar Gananian) —— бразильский режиссёр, сценарист и продюсер армянского происхождения

## Биография
Сезар Кананян родился в 1982 году в Сан-Пауло. Образование получил учась на факультете режиссуры Университета им. Армандо Альвареса в штате Сан-Пауло. Продолжил обучение в специализированной школе режиссуры «Septima ARS» в Мадриде, где получил степень магистра. Участвовал в ряде кинофестивалей Бразилии, на одном из которых в Форталезе его фильм «Братья почки» был признан лучшим документальным фильмом. На международном фестивале в Буэнос-Айресе фильм режиссёра «Первобытный» был отмечен специальным упоминанием жюри. В 2009 году снимает фильм «Дориан», являющийся красочной адаптацией произведения «Дориан Грей» Оскара Уайда. На фестивале «Фокус на Бразилию 2010» проходившем в американском штате Флорида, фильм был признан лучшим. В 2012 году вместе со своим братом Гарри снимает фильм «Армянская рапсодия». Последний позже был представлен на международном кинофестивале «Золотой абрикос 2012», где в номинации «Армянская панорама» был назван лучшим документальным фильмом. Помимо этого, там же фильм был удостоен приза Британского совета. В том же году фильм «Армянская рапсодия» в международном кинофестивале «Гранат 2012» в Торонто, где он также был признан лучшим документальным фильмом.

## Фильмография
Режиссёр
- 2004 — Счастье
- 2004 — Первобытный
- 2004 — Братья почки
- 2005 — Контрапункт
- 2005 — Чайки Энигмы
- 2006 — Млечный путь
- 2009 — Дориан
- 2012 — Армянская рапсодия

Сценарии
- 2010 — Дориан
- 2012 — Армянская рапсодия

## Награды
за фильм «Первобытный»
- Специальное упоминание жюри (кинофестиваль в Буэнос-Айресе)

за фильм «Братья почки»
- Лучший документальный фильм (кинофестиваль в Фортолезе)

за фильм «Дориан»
- 2010 — лучший фильм («Фокус на Бразилию 2010»)

за фильм «Армянская рапсодия»
- 2012 — Гран-при в номинации «Армянская панорама» за лучший документальный фильм на Ереванском международном кинофестивале «Золотой абрикос 2012»
- 2012 — Приз Британского совета на Ереванском международном кинофестивале «Золотой абрикос 2012»
- 2012 — Гран-при за лучший документальный фильм на международном кинофестивале в Торонто «Гранат 2012»